# Ville impériale de Turckheim
1312–1679
(367 ans)
Entités précédentes :
- Abbaye de Munster
- Seigneurie du Haut-Landsberg

Entités suivantes :
- Royaume de France (province d'Alsace)

La ville impériale de Turckheim (en allemand : Reichsstadt Türckheim) est une ancienne cité-État du Saint-Empire romain entre 1312 et 1679.
Village mentionné pour la première fois en 743, Turckheim dépend deux seigneuries avant de devenir une ville au Moyen Âge : l'abbaye de Munster et la seigneurie de Haut-Landsberg qui appartient aux Habsbourg au XIIIe siècle. Le bourg se développe et ses richesses sont convoitées par les brigands et les nobles de la région. Les seigneurs de Girsberg lancent une attaque en 1279, suivie d'un pillage perpétré par des soldats des Ribeaupierre en 1298. L'abbé accorde en 1311 plusieurs privilèges aux habitants qui demandent l'autorisation de construire un mur d'enceinte. À la suite de son élection au trône du Saint-Empire, Henri VII accorde à Turckheim une charte de franchises signée à Pise le 14 mars 1312. Le souverain permet à la cité de se fortifier, de tenir un marché et lui octroie les mêmes droits que ceux de Colmar. Le statut de « ville d'Empire » est reconnu à la cité qui dispose ainsi de l'immédiateté impériale avec droit de siéger à la Diète d'Empire : elle n'est désormais plus un bien personnel d'un seigneur mais un état du Saint-Empire à part entière. Elle intègre le Grand-Bailliage d'Alsace (Reichslandvogtei im Elsass) qui administre les biens impériaux de la région. Un bailliage intermédiaire est créé pour administrer les villes impériales de Munster, Turckheim et Kaysersberg où le siège de l'instance est transféré en 1330. Le bailliage impérial de Kaysersberg (Reichsvogtei zu Kaysersberg) est alors subordonné au Grand-Bailliage. La même année l'empereur Louis IV met en gage la ville et le château auprès du roi Jean Ier de Bohême. Turckheim est reprise à ce dernier après un siège mené le 9 août 1336 par les cités de Haguenau, Colmar, Mulhouse, Obernai, Rosheim et Sélestat,.
Avec les autres villes impériales de la plaine d'Alsace, Turckheim forme en 1354 une alliance connue sous le nom de Décapole qui doit garantir une assistance réciproque entre ses dix membres face aux menaces extérieures. La cité est gouvernée deux bourgmestres (Bürgermeister), un greffier et un prévôt (Schultheiss). Celui-ci rend la justice au nom du souverain du Saint-Empire. Ces quatre dirigeants sont assistés d'un conseil de six membres élus par cooptation. L'application du droit est confiée à huit échevins. Les seigneurs de Turckheim ne sont toutefois pas écartés du pouvoir et conservent quelques droits sur la ville. L'abbé de Munster continue de percevoir des impôts et assiste au renouvellement annuel des dirigeants de la cité, tout comme le représentant de la seigneurie du Haut-Landsberg qui compte encore des sujets parmi la population de Turckheim. Ces derniers choisissent en 1465 de prêter serment au bailli impérial, représentant de l'empereur, et de se détourner de leur seigneur, Jean de Lupfen, vassal des Habsbourg. Celui-ci s'empare alors de la ville et impose un serment d'obéissance à tous les habitants. Ses actes sont condamnés par la Décapole. Des tensions similaires agitent la région. La guerre des six Deniers éclate en 1466 entre la noblesse de Haute-Alsace et Mulhouse. Celle-ci reçoit l'aide de ses alliées Turckheim, Kayserberg et Munster dont les soldats incendient les châteaux d'Eguisheim la même année. Après ces conflits, un premier accord rétablit la situation initiale à Turckheim entre la seigneurie et la ville. Un second arrangement en 1488 permet à tous les habitants de la cité de devenir exclusivement des sujets de l'Empire.
À la fin du XVe siècle, l'économie de la ville repose sur l'activité artisanale ainsi que la production et le négoce de vins d'Alsace. La Réforme protestante échoue à s'implanter à Turckheim et n'est pas adoptée par les dirigeants de la cité qui restent catholiques. Lors de la guerre de Trente Ans la ville est occupée en 1632 par les troupes du royaume de Suède conduites par Gutaf Horn. Les villes occupées par les Suédois sont confiées aux armées françaises qui y établissent des garnisons. Les traités de Westphalie de 1648 accordent au Roi de France des droits sur la ville impériale et ses alliées. Lors de la guerre de Hollande, les Français s'emparent de la cité et l'occupent à partir de 1674. Les troupes de Turenne, maréchal de France, campent dans la ville et battent l'armée conduite par l'Électeur du Brandebourg, Frédéric-Guillaume Ier, lors de la bataille de Turckheim le 5 janvier 1675. À l'issue du combat, les vainqueurs se déchaînent sur la cité, n'épargnant ni les femmes ni les enfants.
Le traité de Nimègue du 5 février 1679 marque la fin de l'indépendance de Turckheim qui est rattachée au territoire français. Les institutions de la ville continuent d'exister sous l'autorité du Roi jusqu'à la Révolution française et la fin de l'Ancien Régime en 1789.